# Kappa2 Lupi
Pour les articles homonymes, voir Kappa Lupi.
Désignations
Kappa2 Lupi (en abrégé κ2 Lup) est une étoile de la constellation du Loup. Sa magnitude apparente est de 5,69. D'après la mesure de sa parallaxe annuelle par le satellite Gaia, l'étoile est distante d'environ ∼ 182 a.l. (∼ 55,8 pc) de la Terre. Elle s'en rapproche à une vitesse radiale héliocentrique de −8 km/s.
Kappa2 Lupi est classée comme une étoile blanche de la séquence principale de type spectral A3/5V par Houk (1978), même si, un peu auparavant, Levato (1975) l'avait classée comme une sous-géante blanche un peu plus évoluée de type A3IV. Sa température de surface est de 8 136 K et elle tourne rapidement sur elle-même, à une vitesse de rotation projetée de 160 km/s.
Kappa2 Lupi forme une étoile double avec sa voisine proche Kappa1 Lupi, et elles pourraient être physiquement liées. Elles sont toutes deux membres du courant des Hyades, qui est un groupe mouvant d'étoiles qui partagent un mouvement propre similaire avec l'amas des Hyades.